# Lacedo pulchella
El martín cazador chico (Lacedo pulchella) es una especie de ave coraciforme de la familia Halcyonidae que vive en el Sudeste Asiático. Es la única especie del género Lacedo.

## Descripción
El martín cazador chico mide unos 20 cm de largo, tiene un pico robusto rojo y un penacho corto que pueden erizar. Presenta un notable dimorfismo sexual en comparación con la mayoría de sus parientes. El macho adulto tiene la frente, las mejillas y la nuca castañas, y un píleo azul brillante. El resto de sus partes superiores son azules con listas negras. Su pecho, costados y la parte inferior de la cola son rojizos, y su vientre es blanco. En cambio las hembras tienen partes superiores rufas listadas en negro y las inferiores blancas con algunas listas en pecho y costados. Los juveniles presentan tonos más apagados que los adultos de su mismo sexo, tienen el pico pardo y naranja, y las partes inferiores listadas en oscuro.

## Distribución y hábitat
Se encuentra en las selvas de Birmania, Tailandia, Camboya, Vietnam, Laos. Malasia, Sumatra, Java y Brunéi. En Singapur se ha extinguido.

## Taxonomía
Se reconocen tres subespecies:
- L. p. pulchella, la especie nominal cría en Malasia al sur de los 7°N, Sumatra y Java.
- L. p. amabilis cría desde Malasia septentrional hacia el norte. Es ligeramente mayor que la nominal. Los machos tienen la nuca azul y las hembras son más rojizas que pulchella.
- L. p. melanops cría en Brunéi. Los machos tienen la frente, mejillas y nuca negros.

## Comportamiento
Es una especie que se encuentra en las selvas de tierras bajas, hasta los 1700 m de altitud en Brunéi, pero normalmente se encuentra por debajo de 1100 m en el resto de su área de distribución. 
Se alimenta cazando insectos y ocasionalmente lagartijas. Generalmente atrapa a sus presas en los árboles aunque a veces también desciende al suelo para cazar.
Anida en los huecos de los árboles, y a veces en los nidos esféricos de las termitas arbóreas. Su puesta consta de dos a cinco huevos blancos. 